# Wil Albeda

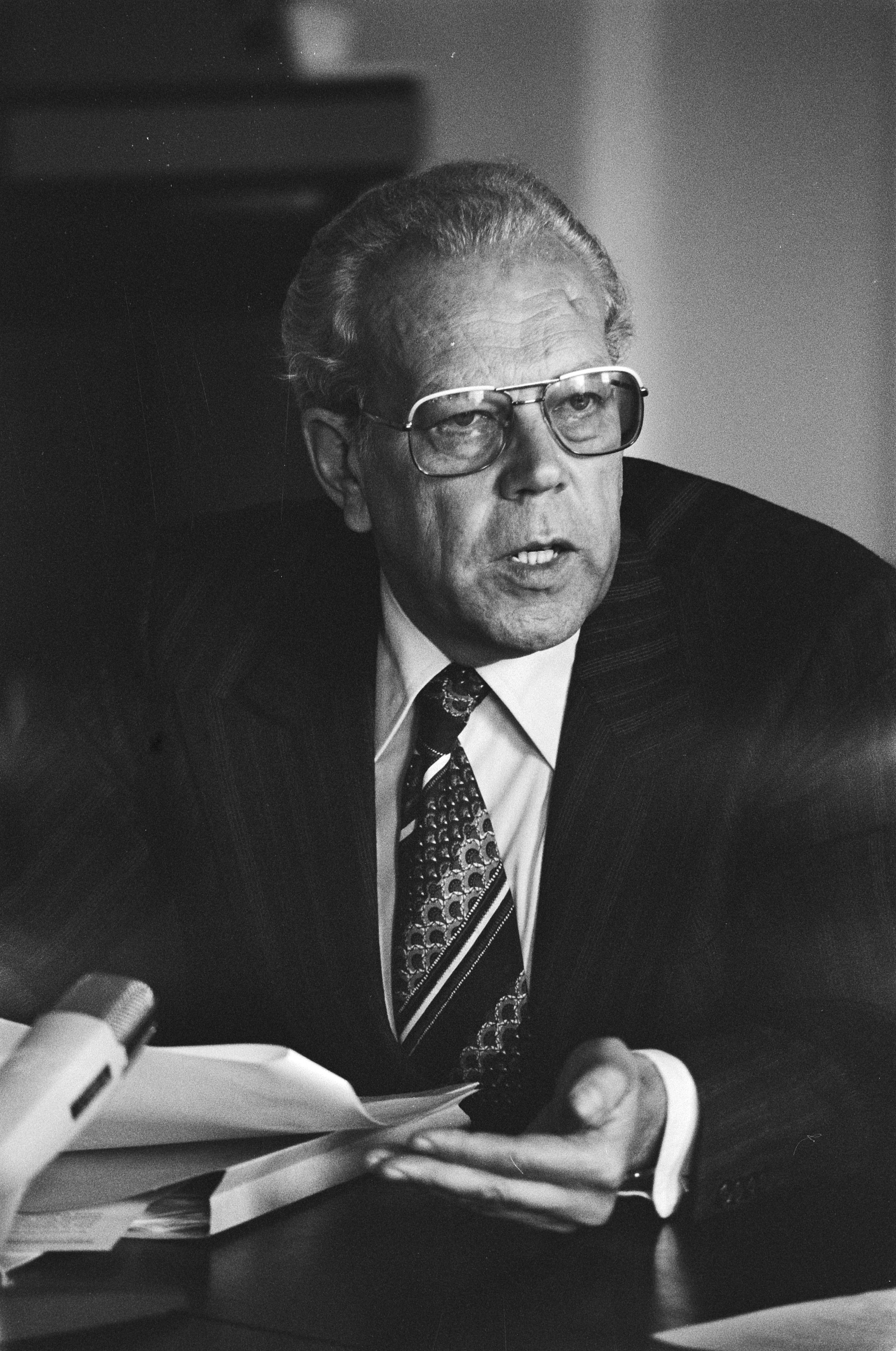
Wil Albeda (1977)

Willem „Wil“ Albeda (* 13. Juni 1925 in Rotterdam; † 6. Mai 2014 in Maastricht) war ein niederländischer Gewerkschaftsfunktionär, Hochschullehrer und Politiker der Anti-Revolutionaire Partij (ARP) sowie später des Christen-Democratisch Appèl (CDA), der Mitglied der Ersten Kammer der Generalstaaten sowie zwischen 1977 und 1981 Sozialminister war.

## Leben

### Schulausbildung, Zweiter Weltkrieg und Studium
Albeda absolvierte nach dem Besuch der Grundschule von 1937 bis 1940 eine erweiterte Grundschulausbildung an der A.W.F. Idenburgschool in Rotterdam sowie nach der Zulassungsprüfung zwischen 1940 und 1943 eine weitere schulische Ausbildung an der Christelijke Hogere Burgeschool. Nach einer Razzia durch die deutschen Besatzungstruppen 1943 wurde er zur Zwangsarbeit nach Oberhausen deportiert. Nach seiner Befreiung war er zwischen März und Mai 1945 zeitweise als Dolmetscher der alliierten Truppen in Deutschland tätig.
Nach Ende des Zweiten Weltkrieges war er 1945 ein Monat lang Mitarbeiter der Abteilung für Umsatzsteuern der Finanzbehörde Rotterdam sowie anschließend bis November 1945 Mitarbeiter der Abteilung für die Freigabe von Mitteln in einer Filiale von De Nederlandsche Bank (DNB).
Danach begann er im April 1946 ein Studium der Wirtschaftswissenschaften an der Wirtschaftshochschule Rotterdam, das er am 8. Dezember 1950 abschloss. Neben dem Studium war er in Teilzeit von April 1948 bis 1951 Mitarbeiter des Niederländischen Wirtschaftsinstituts NEI (Nederlands Economisch Instituut).

### Gewerkschaftsmitarbeiter, Promotion und Hochschullehrer in Rotterdam
Danach arbeitete er vom 1. September 1951 bis zum 1. Januar 1960 Wirtschaftsberater der Christlichen Gewerkschaft der Holz- und Bauarbeiter NCB (Nederlandse Christelijke Bond van Werknemers in Hout en Bouw).
Am 22. Februar 1957 legte Albeda seine Promotion an der Freien Universität Amsterdam mit einer Dissertation zur Rolle der Gewerkschaften in der modernen Gesellschaft mit dem Titel De rol van de vakbeweging in de moderne maatschappij ab. Nach Beendigung seiner Tätigkeit für die NCB wurde er am 1. Januar 1960 Mitarbeiter in der Sozialabteilung der Philips-Glühlampenfabrik in Eindhoven, wo er sich bis zum 1. November 1961 mit der Untersuchung neuer Fertigungsstätten befasste.
Am 1. November 1961 nahm er wieder eine Tätigkeit als Gewerkschaftsmitarbeiter auf und war nunmehr bis zum 1. September 1966 Sekretär für Internationale Angelegenheiten, sozio-ökonomische Fragen sowie Aus- und Weiterbildung des Christlichen Nationalen Gewerkschaftsbundes CNV (Christelijk Nationaal Vakverbond).
Danach nahm Albeda am 1. September 1966 den Ruf auf eine Professur für Sozioökonomie an der Niederländischen Wirtschaftshochschule an. An der 1973 in Erasmus-Universität Rotterdam umbenannten Hochschule lehrte er bis zum 19. Dezember 1977, wobei er zuletzt seit 1973 auch außerordentlicher Professor für Arbeitsrecht am Unternehmensinstitut, einer interuniversitären Einrichtung der Erasmus-Universität sowie der Technischen Hochschule Delft. Neben seiner Lehrtätigkeit verfasste er auch zahlreiche Fachbücher zur wirtschafts- und gesellschaftspolitischen Themen.

### Mitglied der Ersten Kammer und Sozialminister
Neben seiner Lehrtätigkeit wurde Albeda als Vertreter der Anti-Revolutionaire Partij (ARP) am 20. September 1966 Mitglied der Ersten Kammer der Generalstaaten und gehörte dieser bis zum 19. Dezember 1977 an. Während dieser Zeit war er dort vom 18. Juni 1973 bis 10. Juni 1977 auch Vorsitzender der ARP-Fraktion. Für seine Verdienste wurde ihm am 29. April 1977 das Ritterkreuz des Ordens vom Niederländischen Löwen verliehen.
Am 19. Dezember 1977 wurde Albeda von Ministerpräsident Dries van Agt zum Sozialminister (Minister van Sociale Zaken) in dessen erstes Kabinett berufen und bekleidete dieses Ministeramt bis 11. September 1981. Der darauf folgenden großen Koalition aus CDA, Partij van de Arbeid (PvdA) und Democraten 66 (D66) im zweiten Kabinett van Agt gehörte er nicht mehr an. Das Amt des Sozialministers übernahm als sein Nachfolger daraufhin Joop den Uyl, der Vorsitzende der PvdA, der zugleich Vize-Ministerpräsident, Arbeitsminister und Minister für die Niederländischen Antillen war.
Kurz vor seinem Ausscheiden aus der Regierung wurde er am 30. Juni 1981 abermals Mitglied der Ersten Kammer der Generalstaaten und vertrat dort nunmehr die CDA bis zum 13. September 1983. Am 26. Oktober 1981 wurde er zudem Kommandeur des Ordens von Oranien-Nassau.

### Hochschullehrer in Maastricht und Utrecht sowie Vorsitzender des WRR
Albeda nahm am 1. August 1982 den Ruf auf eine außerordentliche Professur für Sozioökonomie an der Reichsuniversität Limburg in Maastricht an und lehrte dort zuletzt zwischen dem 1. September 1985 und dem 1. Juli 1995 als Stiftungsprofessor.
Neben seiner Lehrtätigkeit war er vom 1. August 1982 bis 1983 auch Dekan der Fachrichtung Ökonomie an der Reichsuniversität Limburg sowie später vom 1. September 1985 bis zum 1. Juni 1990 Vorsitzender des Wissenschaftlichen Rates für Regierungspolitik WRR (Wetenschappelijke Raad voor het Regeringsbeleid), einer Denkfabrik der niederländischen Regierung.
Darüber hinaus war Albeda vom 1. Mai 1990 bis zum 1. April 1993 auch Professor für Sozioökonomie an der Reichsuniversität Utrecht, wobei er dort anfangs von Mai bis September 1993 die Belle van Zuylen-Professur innehatte. Am 12. Juni 1990 wurde er außerdem zum Großoffizier des Ordens von Oranien-Nassau ernannt.

## Veröffentlichungen
- De rol van de vakbeweging in de moderne maatschappij (Dissertation, 1957)
- Enkele problemen van centraal economisch beleid (1966)
- Vakbeweging en onderneming (1971)
- Sociaal-economisch beleid en economische orde (1971)
- Vakbeweging en maatschappijstructuur (1972)
- Arbeidsverhoudingen in Nederland (1975)
- Participatie, arbeid en maatschappij (1976)
- De crisis van de werkgelegenheid en de verzorgingsstaat (1984)
- Ik en de verzorgingsstaat. Herinneringen van Wil Albeda (Memoiren, Herausgeber R. Bouwman en M. van den Toorn, 2004)

in deutscher Sprache
- Die Gewerkschaften in der Gesellschaft, Stuttgart 1958
- Die Behinderten und ihr Berufsleben : ein Bericht, ISBN 92-825-5333-7, Köln 1985
- Die Umsetzung wirtschaftspolitischer Grundkonzeptionen in die kontinentaleuropäische Praxis des 19. und 20. Jahrhunderts, Herausgeber Erich W. Streissler, Teil 2, ISBN 3-428-09610-X, Berlin 1998

## Hintergrundliteratur
- J. Tromp, P. Witteman: Waar de klappen vallen. De crisis en het antwoord van Albeda (1981)